# Манометричні термометри
Манометричні термометри — прилади для вимірювання температури, що включають в себе чутливий елемент (термобалон) і показуючий пристрій, які з’єднані капілярною трубкою і заповнені робочою речовиною. Принцип дії полягає на зміні тиску робочої речовини в замкненій системі термометра залежно від температури.
Залежно від агрегатного стану робочої речовини, розрізнюють манометричні термометри:
- рідинні (ртуть, ксилол, спирти);
- газові (азот, гелій);
- парові або конденсаційні (насичена пара низькокиплячої рідини: фреон, пропілен, ацетон).

Тиск робочої речовини фіксується вимірювальним перетворювачем (манометричним елементом) — трубчастою пружиною, що розкручується при підвищенні тиску в замкненій системі.
Залежно від виду робочої речовини термометра, межі вимірювання температури складають від –50 до +1300°C. Прилади можуть оснащуватися сигнальними контактами, записуючим пристроєм.
Манометричні термометри відрізняються простотою конструкції, можливістю дистанційної передачі показів і автоматичного запису. Однією з важливих переваг є можливість їх використання в пожежо- та вибухонебезпечних приміщеннях. До недоліків необхідно віднести складність ремонту при розгерметизації системи, обмежену відстань дистанційної передачі і у багатьох випадках великі розміри термобалона. Газові і рідинні манометричні термометри мають клас точності 1; 1,5 і 2,5, а парові – 1,5; 2,5 і 4.